# 沿江街道 (柳州市)
沿江街道，是中华人民共和国广西壮族自治区柳州市城中区下辖的一个乡镇级行政单位。该行政区划建立于2019年9月3日，办事处位于柳州市城中区区高新三路9号恒江源小区2栋。该街道的管辖范围位于学院路、中东路、柳江中心线，以及高新五路之间，面积5.38平方公里，共有大约4.4万名居民。该街道下辖桂中、王座、金泰苑、潭东、文源、鹿山6个社区。